# Brownlowia kleinhovioidea
Brownlowia kleinhovioidea är en malvaväxtart som beskrevs av George King. Brownlowia kleinhovioidea ingår i släktet Brownlowia och familjen malvaväxter. Inga underarter finns listade i Catalogue of Life.